# Egghead Republic
Egghead Republic är en svensk science fictionfilm, som har en planerad premiär i september 2025 på Toronto International Film Festival. Filmen är regisserad av Pella Kågerman och Hugo Lilja som också svarat för filmens manus som är baserat en roman av Arno Schmidt.

## Handling
I en alternativ verklighet där kalla kriget aldrig tog slut har Kazakstan träffats av en atombomb.

## Rollista (i urval)
- Tyler Labine - Dino Davies
- Andrew Lowery
- Arvin Kananian - Turan Hiram
- Gina Dirawi
- Ella Rae Rappaport
- Merlin Leonhardt - sergeant Barcoff
- Milan Dragisic
- Hussain Currimbhoy - journalist
- Anna-Lu Franz
- Lara Golay
- Emma Creed